# فرستاده (فیلم)
فرستاده (نام انگلیسی: The Mission) نام فیلمی درام جنایی است که نخستین ساخته پرویز صیاد پس از انقلاب ۱۳۵۷ ایران و مهاجرت به خارج از ایران به حساب می‌آید. این فیلم که فیلمبرداری آن در نیویورک انجام گرفته ، در مارس ١٩٨۴ برابر فروردین ١٣۶٢ در امریکا به روی پرده سینما رفت و در همان سال برنده دو جایزه از جشنواره فیلم لوکارنو سوئیس در سال ۱۹۸۳ شد. از دید بسیاری از منتقدان فرستاده بهترین اثر صیاد پس از انقلاب ۵۷ است.

## خلاصه داستان
این فیلم داستان جوانی مذهبی به نام داود مُسلمی (با بازی هوشنگ توزیع) است که از سوی نظام در تهران به آمریکا فرستاده می‌شود. هدف از این سفر، کشتن علی‌اکبر طباطبایی، یکی از شخصیت‌های ساواک است که در واشینگتن زندگی می‌کند. ولی پیش از انجام ترور،  سفر جوان دچار دگرگونی می‌شودو جوان تصمیم به بازگشت به ایران میگیرد ولی توسط عوامل حکومتی در فرودگاه کندی ترور میشود.

## دربارهٔ فیلم
به گفته پرویز صیاد ایدهٔ این فیلم از زندگی یکی از دوستان او که رابط ساواک با دستگاه‌های اداری بود و پس از انقلاب ۱۳۵۷ ایران مجبور شد برای حفظ جان خود از کشور بگریزد، به ذهن او رسید. پرویز صیاد این موضوع را با ترور علی‌اکبر طباطبایی توسط داود صلاح‌الدین در هم آمیخت و داستان فیلم فرستاده را شکل داد.
با این که «فرستاده» با بودجه ای به مراتب کمتر از فیلم‌های صمد در ایران ساخته شد، با اقبال بسیاری در دنیا مواجه شد و چند جایزه در فستیوال‌های مهم به دست آورد. فرستاده آغاز خوبی و امیدوارکننده ای برای فیلمسازی به زبان فارسی در خارج ایران بود که بعدها دچار مشکلاتی شد. به گفته پرویز صیاد پس از موفقیت این فیلم در فستیوال‌های جهانی، تلویزیون‌های کشورهای مختلفی از جمله بی‌بی‌سی فیلم فرستاده را خریداری کردند، اما تنها کشورهای اسکاندیناوی و هلند این فیلم را پخش نمودند. مجوز نهایی پخش این فیلم در بسیاری از کشورها از جمله آلمان در زمان زندگی سید روح‌الله خمینی، رهبر ایران، صادر نشده و پخش فیلم در این کشورها را به سالها بعد، پس از مرگ او، موکول شد. این فیلم در کانال‌های تلویزیونی پارسی زبان نمایش‌های پی در پی دارد. مجموعه فروش این فیلم پس از چهار سال باعث شد صیاد بتواند فیلم بعدی خود به نام سرحد را بسازد.

## جوایز و نامزدها
- جایزه یوزپلنگ برنزی از جشنواره فیلم لوکارنو
- جایزه ویژه هیئت داوران در بخش مسابقه بین‌الملل جشنواره فیلم لوکارنو
- نامزد خرس طلایی جشنواره بین‌المللی فیلم برلین